# Relaciones geográficas
Relaciones geográficas foram uma série de questionários elaborados distribuídos às terras do rei Filipe II da Espanha no Vice-Reino da Nova Espanha na América do Norte. Isso foi feito, sob seu comando, de 1579 a 1585. Esta foi uma resposta direta às reformas impostas pelas Ordenanzas de 1573.

## Formato
Os questionários continham mais de cinquenta perguntas que solicitavam informações sobre vários aspectos da vida colonial espanhola em cada região ou grande cidade, a fim de governá-las de forma mais eficaz. Assim, eles tinham uma finalidade mais administrativa e funcional do que de ganho intelectual. Esses questionários são muitas vezes considerados o primeiro estudo estatístico do Novo Mundo, uma vez que tentaram mapear as terras, os povos e as rotas comerciais. O seu valor continua a crescer ao longo do tempo devido ao fato desses inquéritos serem informações na primeira pessoa.

## Propósito
Esses extensos questionários forneceram informações incrivelmente ricas em relação aos grupos étnicos do século XVI na Mesoamérica. Eles incluíam perguntas sobre política, impostos pagos, ambiente e recursos naturais, história da população, padrões de assentamento, língua, mercados e comércio, história e costumes nativos, mapas e o progresso do programa de trabalhos missionários. Esses mapas foram criados por povos indígenas, marinheiros, autoridades locais e outros indivíduos na Nova Espanha. Alguns destes mapas solicitados foram muitas vezes encomendados por artistas e estão agora ligados às pinturas do sistema de castas da época.

## Resultado
Essas pesquisas foram reportadas ao rei Filipe II da Espanha e permitiram que a monarquia espanhola tivesse melhor controle sobre o povo e a política na Nova Espanha. No entanto, nem todas as grandes cidades e regiões são contabilizadas porque nem todos os funcionários locais devolveram o questionário ou talvez a sua resposta não tenha sobrevivido. Junto com isso, como todas as pessoas podiam enviar um mapa, ele mostrava o preconceito de cada classe social e representava questões comuns da época. No entanto, esse processo científico de coleta de dados e estatísticas construiu essencialmente uma ponte entre dois continentes.
Hoje, muitas das versões manuscritas desses questionários são encontradas em quatro locais diferentes: o Arquivo Geral das Índias em Sevilha, a Real Academia da História em Madrid, a Biblioteca Benson da Universidade do Texas em Austin e a Biblioteca da Universidade de Glasgow.